# تعطیلات داش اسمال
تعطیلات داش اسمال فیلمی به کارگردانی رضا صفایی و نویسندگی عبدالعلی همایون محصول سال ۱۳۴۸ است.

## خلاصه داستان
مرد و زنی که به یکدیگر علاقه دارند و روابطی هم با هم برقرار کرده‌اند، پیش از آنکه ازدواج کنند در جریان یک سوءتفاهم یکدیگر را ترک می‌کنند...

## بازیگران
- سهیلا
- منصور سپهرنیا
- جهانگیر غفاری
- بابک
- علی میری
- عبدالعلی همایون
- جهانگیر فروهر
- سعید کامیار